# John Carroll Lynch
John Carroll Lynch (Boulder, Colorado, 1 de agosto de 1963) es un actor y director de cine estadounidense. Es conocido principalmente por interpretar a Norm, el marido de Marge Gunderson (Frances McDormand) en Fargo. Ha realizado varias apariciones en películas y series de televisión, incluyendo Face/Off, Volcano, Mercury Rising, 60 segundos, Gothika, Zodiac y Gran Torino. En 2017 debutó como director con la película Lucky.

## Primeros años
Lynch asistió a la Regis Jesuit High School en Denver. Estudió actuación en la Universidad Católica de América, graduándose en 1986.

## Carrera
Formó parte de la compañía Guthrie Theater, donde actuó en varias producciones y permaneció durante más de ocho temporadas.
Su debut en el cine fue en la cinta Grumpy Old Men (1993). Ganó notoriedad gracias a su papel como el simple y gentil Norm Gunderson, el esposo de Marge, en Fargo (1996) de los hermanos Coen. Posteriormente interpretó roles en Face/Off (1997), Bubble Boy (2001), Gothika (2003), Things We Lost in the Fire (2007), Gran Torino (2008), Shutter Island (2010) y Paul (2011). Interpretó a Arthur Leigh Allen —el principal sospechoso en la investigación del asesino del Zodiaco— en la película biográfica Zodiac (2007) y al fundador de McDonald's, Mac McDonald, en The Founder (2016).
Lynch tiene una extensa carrera en televisión. En 2003 protagonizó la serie dramática de la CBS The Brotherhood of Poland, New Hampshire, junto a Randy Quaid, Chris Penn, Mare Winningham, Elizabeth McGovern y Ann Cusack. La serie fue cancelada después de tan solo un par de episodios. También tuvo un papel habitual en la serie de HBO Carnivàle, interpretando a un convicto fugado llamado Varlyn Stroud. Además interpretó a un abogado en la serie Close to Home y al oficial de la NASA Bob Gilruth en la miniserie de HBO From the Earth to the Moon.
Actuó en el drama médico Body of Proof, estrenado en 2011 por la cadena ABC. En 2014 actuó como "Twisty The Clown" en la serie de horror American Horror Story: Freak Show de FX. Al año siguiente interpretó al asesino en serie John Wayne Gacy para el especial de Halloween de la temporada cinco de American Horror Story que lleva por nombre Hotel, este asesino inspiró al papel que Lynch ejecutó la temporada anterior.

## Filmografía
- Babes (2024) como Dr. Morris[4]
- Outlaw Posse (2024) como Carson[5]
- White House Plumbers (2023) como John N. Mitchell.
- American Horror Stories (2021)
- Big Sky (2020-2022) como Rick Legarski
- El juicio de los 7 de Chicago (2020) como David Dellinger.
- Emboscada final (2019)[6]
- American Horror Story: 1984 como Mr. Jingles
- Vida privada (2018) como Charlie[7]
- Lucky (2017) director
- Channel Zero: No-End House (2017) como John Sleator.
- American Horror Story: Cult (2017) como Twisty, el payaso.
- The Founder (2016) como Mac McDonald
- Miracles from Heaven (2016) como el pastor Scott.
- Jackie (2016)
- The Invitation (2015) como Pruitt.
- American Horror Story: Hotel (2015) como John Wayne Gacy.
- The Walking Dead (2015)
- Hot Pursuit (2015) como el capitán Emmett.
- Ted 2 (2015)
- American Horror Story: Freak Show (2014) como Twisty, el payaso.
- The Americans (2014) como Fred.
- Camp X-Ray (2014)
- Lay the Favorite (2012) como Dave Greenberg.
- Paul (2011)
- Crazy, Stupid, Love (2011)
- Shutter Island (2010)
- Gran Torino (2009)
- Love Happens (2009)
- Things We Lost in the Fire (2007) como Howard Glassman.
- Zodiac (2007)
- Misión sin permiso (2005)
- Confidence (2003) como Grant Ashby.
- Gothika (2003)
- Par 6 (2002)
- Bubble Boy (2001) como el señor Livingston.
- Pushing Tin
- Mercury Rising (1998) como Martin Lynch.
- El hombre desnudo (1998)
- Face/Off  (1997)
- A Thousand Acres (1997) como Ken LaSalle.
- Volcano (1997)
- Fargo (1996)
- Luna sin miel (1996)
- The Cure (1995)